# Добродзень (гмина)
Добродзень (пол. Dobrodzień) — городско-сельская гмина (волость) в Польше, входит как административная единица в Олесненский повет, Опольское воеводство. Население — 10 651 человек (на 2006 год).

## Демография
| Перепись                       | Всего   | Всего | Женщины | Женщины | Мужчины | Мужчины |
| ------------------------------ | ------- | ----- | ------- | ------- | ------- | ------- |
| Единицы                        | человек | %     | человек | %       | человек | %       |
| Население                      | 10 651  | 100   | 5466    | 51,3    | 5185    | 48,7    |
| Плотность населения (чел./км²) | 65,4    | 65,4  | 33,6    | 33,6    | 31,8    | 31,8    |

## Сельские округа
1. Блахув
2. Бзиница-Нова
3. Бзиница-Стара
4. Бонки
5. Глувчице
6. Звуз
7. Гославице
8. Клекотна
9. Коцуры
10. Малихув
11. Колейка
12. Лигота-Добродзеньска
13. Маковчице
14. Мыслина
15. Тужа
16. Петрашув
17. Плюдры
18. Жендовице
19. Шемровице
20. Варлув

## Соседние гмины
1. Гмина Часна
2. Гмина Колёновске
3. Гмина Олесно
4. Гмина Озимек
5. Гмина Павонкув
6. Гмина Завадзке
7. Гмина Зембовице